# Кулямас
Кулямас (көләмәс) — жанр башкирского фольклора, шуточное прозаическое произведение с неожиданным и парадоксальным финалом. Распространен в фольклоре многих народов.

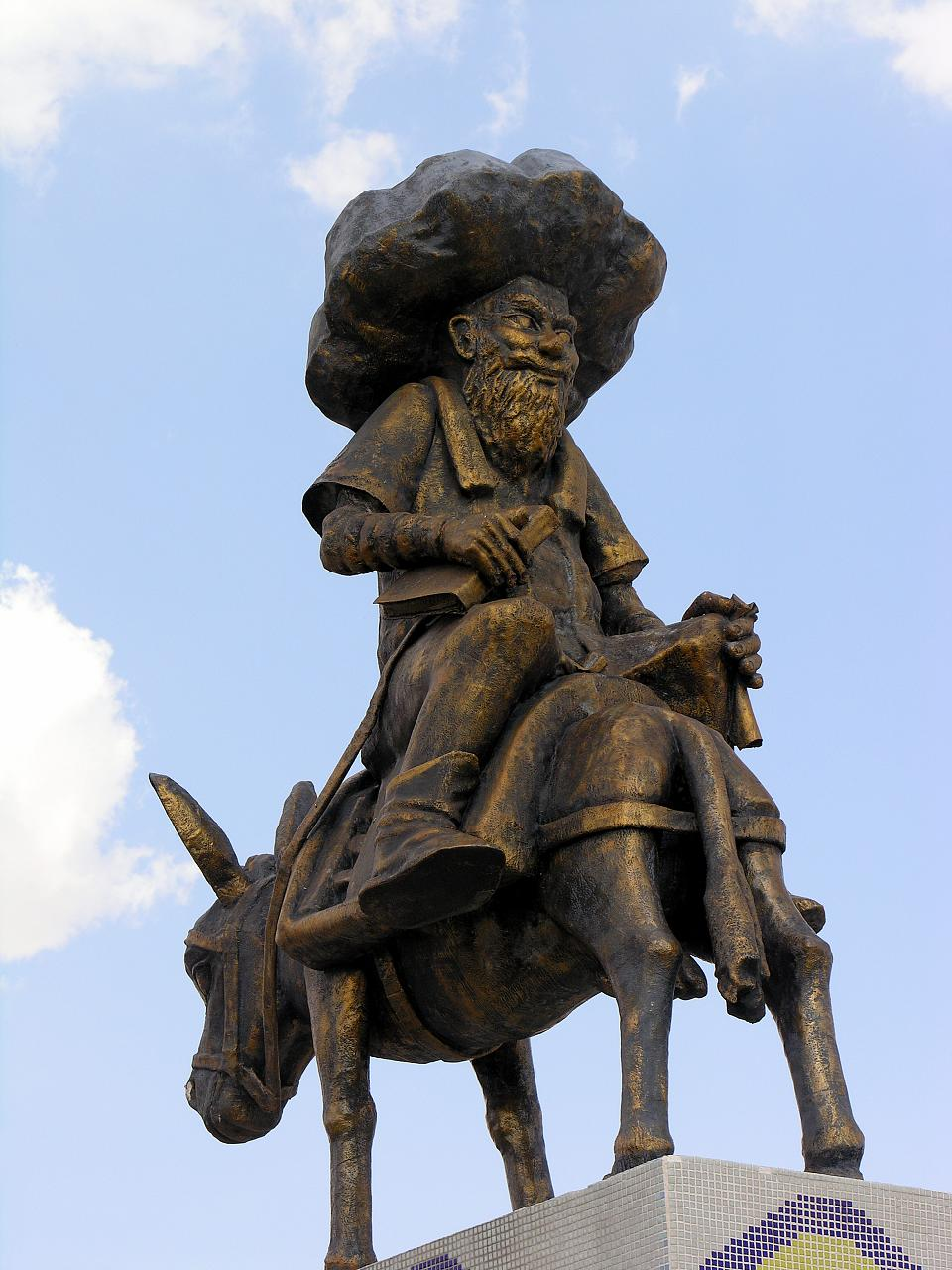
Памятник Ходже Насреддину в Енишехире (Турция)

Башкирские кулямасы высмеиваются такие недостатки людей, как глупость, жадность, тщеславие, лень, суеверие, общественные пороки — несправедливость, зазнайство, бюрократизм, взяточничество.
Остроумный и находчивый человек является действующим лицом кулямаса.
Распространены Кулямасы о Алдаре, Ерэнсэ-сэсэне, Ходже Насретдине, Шомбае. В кулямасе обычно действует не более 2 персонажей. Объектом высмеивания и осуждения выступают как выдуманные, обобщённые персонажи (простаки и глупцы, правящая верхушка людей, духовенства), так и реальные люди.
Особенностями кулямаса являются стройность, лаконичность и чёткость изложения материала. Состоит из зачина и развязки.
По форме, содержанию и функциям кулямас близок к анекдоту.
В башкирской литературе в жанре кулямаса писали М. А. Бурангулов, С.Агиш, Р. Г. Султангареев и др.